# Руди, Эшель
Эшель Мостерт Руди (африк. Eschel Mostert Rhoodie; 11 июля 1933, Каледон — 17 июля 1993, Атланта) — южноафриканский журналист и политический технолог, секретарь Министерства информации ЮАР в период 1972—1977 годов.
Занимался улучшением международного образа (имиджа) режима апартеида. Был главным фигурантом коррупционного скандала, имевшего серьёзные политические последствия, вплоть до отставки премьер-министра Балтазара Форстера. Осуждён за мошенничество, оправдан по апелляции. Эмигрировал и скончался в США.

## Журналист особого профиля
Родился в семье тюремщика. Защитил диссертацию на тему пенитенциарной системы стран Британского Содружества. Работал на редакционных должностях. Был южноафриканским пресс-атташе в Австралии, США, Израиле, Нидерландах.
Выполнял конфиденциальные поручения правительства. В 1975 Эшель Руди вместе с начальником спецслужбы БОСС Хендриком ван ден Бергом посетил Израиль, где встречался с премьер-министром Ицхаком Рабином и министром обороны Шимоном Пересом. Обсуждал с израильскими руководителями ядерную программу ЮАР.
В 1971 Эшель Руди заключил в Гааге тайный договор с местным изданием о публикации позитивных материалов о ЮАР в обмен на финансирование. Этот проект был одобрен на уровне южноафриканского правительства. Было принято решение развивать данное направление внешней пропаганды. Эшель Руди получил назначение секретарём Министерства информации.

## Имиджмейкер апартеида
Эшель Руди не причислялся к политикам и идеологам апартеида и потому не вызывал сильного отторжения мировой общественности. Это позволяло рассчитывать на успех в глобальном проекте улучшения международного имиджа ЮАР. Этому способствовали и личные черты Руди — внешняя импозантность, эрудиция, коммуникабельность, спортивность, отсутствие вредных привычек.

Он был молод, динамичен, предприимчив и нетерпелив… Эти качества позволяли добиваться цели. Оглядываясь назад, можно сказать, что это удавалось ему даже слишком хорошо.

Министерство информации было наделено более широкими полномочиями, нежели МИД ЮАР. Руди сформировал в ведомстве собственный департамент, назначив заместителем своего брата Дениса. Совместно с БОСС были разработаны проекты информационного, идеологического и финансового проникновения в западную медиа-среду.
Был реализован «Проект Аннемари» (по имени дочери Руди), позволивший через доверенного бизнесмена установить отношения с британской газетой Rand Daily Mail. Аналогичная операция была проведена с американской Washington Star. Это позволило развернуть в англоязычной прессе пропаганду режима апартеида как «демократического» и «обеспечивающего подлинное расовое равноправие». Основным рупором Руди являлся южноафриканский англоязычный таблоид The Citizen, рассматриваемый в мире как неполитизированное издание и вызывавший определённое доверие.
Устанавливались также контакты и оказывалось воздействие на известных бизнесменов, политиков, дипломатов (в том числе в ООН). Особое внимание уделялось преодолению олимпийского бойкота ЮАР. По инициативе Руди был создан Комитет за справедливость в спорте, лоббирующий допуск южноафриканских спортсменов к международным соревнованиям.

## Суд и эмиграция
На проекты Министерства информации и департамента Эшеля Руди выделялись крупные финансовые ресурсы, в том числе из бюджета Министерства обороны ЮАР. Суммы исчислялись сотнями миллионов рандов. Министр обороны Питер Бота относился к этому негативно. Уже в 1977 в соответствующих инстанциях возникли основательные подозрения в нецелевом расходовании. Руди был отстранён от должности. Два года спустя было возбуждено уголовное дело. Руди бежал из ЮАР под угрозой ареста.
В марте 1979 Эшель Руди прибыл в Эквадор, затем перебрался в Великобританию. Он дал сенсационное телеинтервью Би-Би-Си, в котором отверг обвинения, но отметил, что премьер-министр Балтазар Форстер был в курсе всех его проектов и финансовых операций. Руди обратился к властям Великобритании с просьбой о политическом убежище, но получил отказ и переехал во Францию, где был арестован и экстрадирован в ЮАР.
8 октября 1979 южноафриканский суд признал Руди виновным в мошенничестве и хищении государственных средств и приговорил к 6 годам тюрьмы. Показательно, что хотя речь шла о сокрытии для тайных операций 18-20 миллионов рандов, удалось доказать хищение на сумму немногим более 63 тысяч. Уже на следующий день Руди был освобождён под залог 90 тысяч рандов.
В октябре 1980 приговор был отменён апелляционным судом. Менее чем через полтора года Эшель Руди с женой выехали в США. Там Руди работал в рекламной фирме.
В 1983 Руди опубликовал скандальный бестселлер The Real Information Scandal, в котором описывал свои секретные информационные проекты в Израиле и США. Кроме того, в 1967—1989 он написал о политической ситуации и информационной системе Южной Африки.
Скончался от сердечного приступа через несколько дней после своего 60-летия.

## Политические последствия
«Афера Руди» имела серьёзные последствия для политической системы ЮАР. Режим апартеида культивировал патриархальные бурские принципы, основанные на протестантской этике. Коррупция в госаппарате считалась за гранью мыслимого.

Сведения о том, что крупные суммы оседали в карманах чиновников Министерства информации, вызвали шок в рядах Националистической партии.

В 1978 премьер-министр Форстер оставил этот пост и переместился на президентство, в то время не связанное с реальной властью. Год спустя он ушёл в отставку. В 1980 было расформировано БОСС, учреждена новая спецслужба. Правительство Питера Боты приступило к реформам, содержащим определённые уступки чернокожему большинству. Разоблачения махинаций Эшеля Руди были далеко не единственной причиной тому, но сыграли немаловажную роль.
Таким образом, Эшель Руди действительно сумел изменить имидж режима апартеида, но непредвиденным образом. Стало известно, что ему свойственны не только расизм и репрессии, но и чиновная коррупция.

## Казус имени
Вариативность произношения имени Эшель привела к тому, что в русскоязычных источниках Эшель Руди иногда именуется «бывшей сотрудницей Министерства информации Южной Африки». Это является ошибкой: Эшель Руди — мужчина.